# Mauritshuis

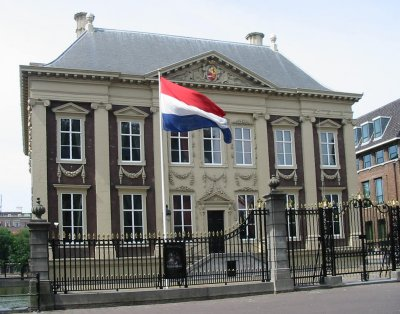
Mauritshuis

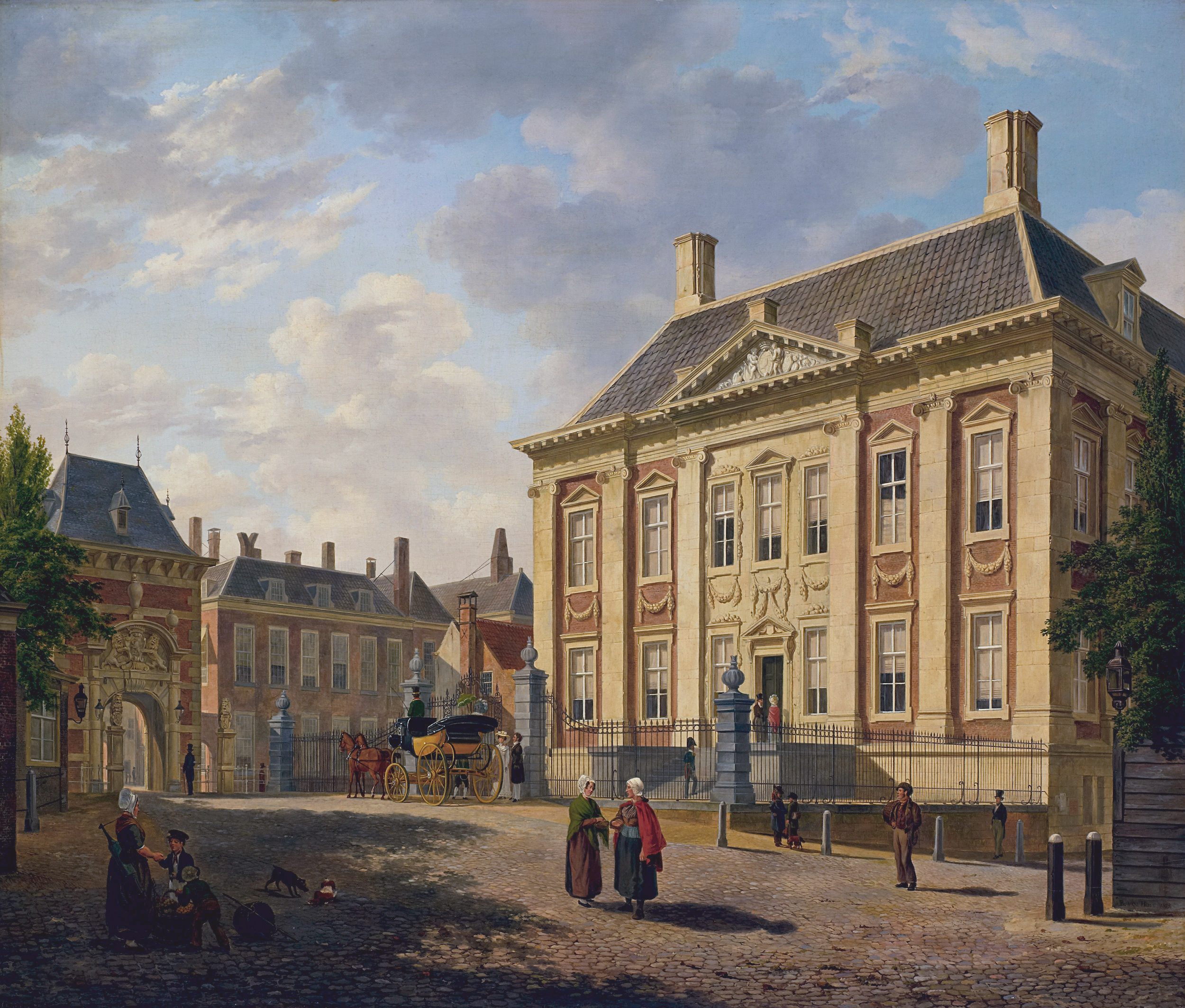
El Mauritshuis, quadre de Bartholomeus Johannes van Hove, cap a 1825.

La Galeria Reial de Pintures Mauritshuis és un museu d'art a La Haia als Països Baixos.

## Edifici
L'edifici va ser construït el 1640 entre la riba de l'estany de la cort, el Hofvijver, i el Binnenhof, el pati de l'antic castell dels comtes d'Holanda i actualment seu del parlament neerlandès, pel comte Joan Maurici de Nassau-Siegen (1604-1679), el que explica el nom del museu que significa Casa de Maurici, (Maurits i huis, casa en neerlandès) que era llavors governador del Brasil neerlandès, efímera possessió neerlandesa a Pernambuco. Els arquitectes van ser Jacob Van Campen i el seu assistent Pieter Post. Es convertí en museu estatal el 1822 fins que va ser privatitzat el 1995. L'Estat va llogar l'edifici a una fundació creada ad hoc que es fa càrrec de la col·lecció, entregada en un préstec a llarg termini.
El Mauritshuis és un dels museus més prominents dels Països Baixos. Col·labora regularment amb museus destacats d'altres països.

## Col·lecció
Actualment conté una gran col·lecció d'art, especialment de pintura del segle xvii, l'Edat d'Or neerlandesa), presentades en petites sales intimistes. Compta amb obres de pintors famosos, com:
- Rembrandt van Rijn: Andrómeda (h. 1629), Lliçó d'anatomia del Dr. Nicolaes Tulp (1632)
- Johannes Vermeer: Diana i les nimfes (h. 1655), Vista de Delft (h. 1660), La jove de la perla (h. 1665).
- Jan Steen
- Paulus Potter: El brau
- Frans Hals

També hi ha obres dels pintors Hans Holbein el Jove i de Peter Paul Rubens (El pecat original, h. 1617).